# Shun'ichi Ikenoue
Shun'ichi Ikenoue (池ノ上 俊一?, Ikenoue Shun'ichi; Prefettura di Kagoshima, 16 febbraio 1967) è un ex calciatore giapponese, di ruolo centrocampista.